# Jedlina (Litwa)
Jedlina (lit. Eglinė) – wieś na Litwie, w okręgu wileńskim, w rejonie wileńskim, w gminie Mariampol, przy drodze magistralnej A15.

## Historia
W XIX i w początkach XX w. położona była w Rosji, w guberni wileńskiej, w powiecie wileńskim. W Jedlinie mieściła się stacja pocztowa, pierwsza od Wilna w stronę Lidy oraz karczma. Po I wojnie światowej pod administracją polską, w Zarządzie Cywilnym Ziem Wschodnich. W latach 1920–1922 w składzie Litwy Środkowej.
Od 11 kwietnia 1922 leżała w Polsce, w województwie wileńskim, w powiecie wileńsko-trockim, w gminie Soleczniki. W 1931 miejscowość liczyła 64 mieszkańców, zamieszkałych w 7 budynkach. Jedlina i zaścianek Orliszki stanowiły wówczas kompleks miejscowości pod wspólną nazwą Jedlina lub Jedlina-Orliszki. 
Po II wojnie światowej w granicach Związku Sowieckiego. Od 1991 na niepodległej Litwie.